# Ulisses (wiersz)

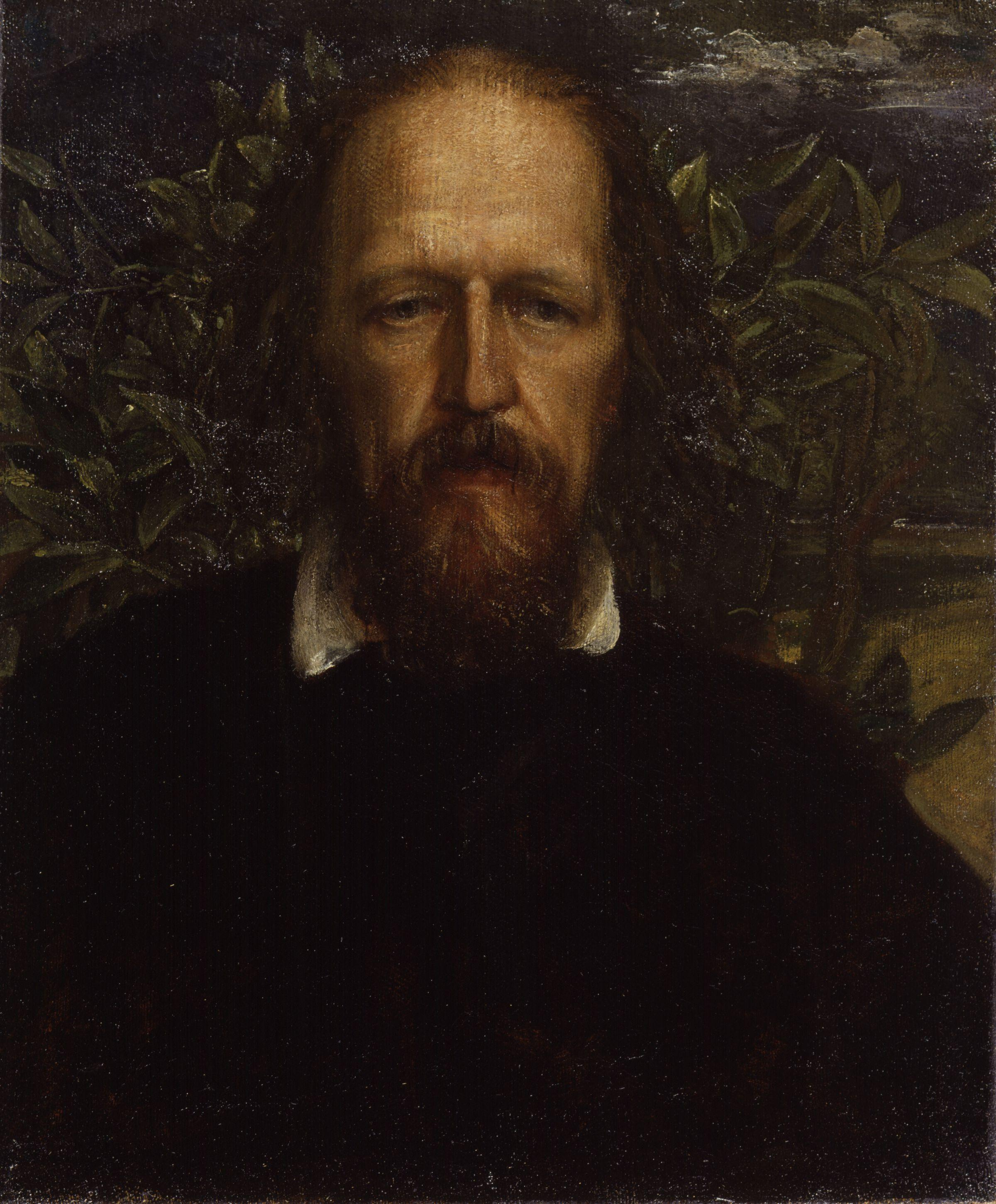
Autor Ulissesa, namalowany przez George'a Wattsa

Ulisses – biały wiersz, dzieło żyjącego w latach 1809-1892 wiktoriańskiego poety Alfreda Tennysona, napisany w roku 1833 i opublikowany w roku 1842 w jego drugim tomiku poezji. Jest to często cytowany i popularny przykład monologu wewnętrznego w poezji. W wierszu Ulisses opisuje nieznanej publiczności swoje niezadowolenie i zniecierpliwienie po powrocie do swojego królestwa, Itaki, po długich podróżach. Starzejący się Ulisses pragnie dalej podróżować i odkrywać świat pomimo powrotu do żony Penelopy i syna Telemacha.
Postać Ulissesa (z gr. Odyseusza) jest jedną z najsławniejszych postaci w literaturze. Przygody Odyseusza po raz pierwszy zostały opisane przez Homera w Iliadzie i Odysei około 800-700 lat przed naszą erą. Tennyson sięga do narracji Homera w swoim wierszu, jednakże wielu krytyków uważa, że Ulisses Tennysona przypomina Ulissesa z Boskiej komedii. W Boskiej komedii Ulisses jest skazany na piekło wśród fałszywych doradców za poszukiwanie wiedzy przekraczającej ludzkie poznanie i podróże okazujące brak poszanowania dla własnej rodziny.
Przez lata czytelnicy uznawali Ulissesa za zdecydowanego i heroicznego, podziwiali go za jego determinację: "Szukać, znajdować, wędrować do końca". Pogląd, że Tennyson zamierzał przedstawić Ulissesa jako heroiczną postać, jest poparty jego wypowiedzią na temat wiersza oraz okolicznościami mającymi miejsce w jego życiu – do napisania wiersza nakłoniła go śmierć bliskiego przyjaciela. W dwudziestym wieku niektóre z nowych interpretacji podkreślają potencjalną ironię w wierszu, twierdząc, że Ulisses egoistycznie opuszcza swoje królestwo i rodzinę, kwestionowana jest więc pozytywna ocena charakteru Ulissesa poprzez wskazanie, że przypomina bohatera z wcześniejszej literatury.